# Позняк Андрій Микитович
Андрій Микитович Позняк (4 липня 1913, Яструбна— 22 грудня 1980) — повний кавалер ордена Слави, в роки радянсько-німецької війни командир відділення взводу пішої розвідки 137-го гвардійського стрілецького полку (47-а гвардійська стрілецька дивізія, 8-а гвардійська армія, 3-й Український фронт, 1-й Білоруський фронт), старший сержант.

## Біографія
Народився 4 липня 1913 року в селі Яструбна (тепер Брусилівського району Житомирської області) в селянській родині. Українець. Мав неповну середню освіту. Працював у колгоспі. У 1941 році переїхав в Київ, де працював в органах НКВС. У Червоній Армії з травня 1942 року. На фронті у радянсько-німецьку війну з серпня 1943 року.
31 січня 1944 року у складі групи захоплення проник в розташування противника в районі населеного пункту Новомиколаївки (на південний-захід від Запоріжжя) і брав участь у захопленні двох «язиків». Прикриваючи відхід розвідників, вогнем з ручного кулемета знищив близько десяти гітлерівців. За цю операцію 26 квітня 1944 року був нагороджений орденом Слави 3-го ступеня.
18 липня 1944 року очолив розвідку боєм у тилу противника в районі Ковеля. У сутичці розвідники знищили шістьох і полонили трьох гітлерівців. При відході підірвали дот і вивели з ладу гармату. За цей рейд 7 вересня 1944 року був нагороджений орденом Слави 2-го ступеня.

Могила Андрія Позняка

14—18 січня 1945 року разом з групою розвідників здійснив п'ять пошуків в тилу противника в районі Варшави. При цьому були зібрані цінні розвідувальні дані, захоплено кілька «язиків» і близько десяти гітлерівців знищено. За зразкове виконання завдань командування в боях з німецько-фашистськими загарбниками і проявлені при цьому мужність і відвагу 31 травня 1945 року А. М. Позняк був нагороджений орденом Слави 1-го ступеня, ставши повним кавалером ордена Слави.
У 1945 році демобілізований. Жив у Києві. Працював майстром на механічному заводі. Помер 22 грудня 1980 року. Похований в Києві на Міському кладовищі «Берківці».